# 松井良夫
松井 良夫（まつい よしお、1937年1月27日 - 2024年10月13日）は、日本の政治家。大阪府議会議員（6期）、大阪府議会議長（第92代）。
長男は、大阪市長（民選第21代）で日本維新の会代表の松井一郎。

## 略歴
関西大学文学部 を経て、1965年（昭和40年）に関大の第2部（夜間学部）法学部政治学科を卒業。
八尾市役所に入り市職員 を経て、1971年（昭和46年）4月25日の第7回統一地方選挙に無所属で立候補。南本町を拠点に選挙運動を展開し、34歳で八尾市議会議員（定数36）に4位（得票数3,214）で初当選した。
続く1975年（昭和50年）4月27日の第8回統一地方選挙では、23位で再選した（得票数2,751）。
1979年（昭和54年）4月25日の第9回統一地方選挙では、大阪府議会議員（八尾市選挙区）に鞍替えし自由民主党公認で初当選した。
1996年（平成8年）5月、大阪府議会議長（第92代）に就任した。
2007年、旭日中綬章を受章した。
2024年10月13日、死去した。87歳没。死没日付をもって正五位に叙された。

## 議員の資産公開で上位の常連
松井は高所得の議員として有名で、府議の最後の年2002年（平成14年）についての資産公開の場合、3位の3,250万円。府議の平均所得 の2倍という高額 だった。

## 人物
松井は笹川良一の運転手を務めていたことがある。

### 大阪市長の松井一郎、八尾市長の大松桂右
松井が1975年（昭和50年）市議に再選した際、同じ38歳で初当選したのが八尾木を拠点とする大松銑太郎（山本銑太郎）。大松の息子が2019年（平成31年）4月に八尾市長（第7代）に初当選した大松桂右（山本桂右）。なお、大松桂右は市長選の際、松井良夫の長男松井一郎が代表を務める大阪維新の会から公認され戦った。
その大松桂右に破れた現職市長田中誠太は大阪府議時代、松井親子と八尾市選挙区で戦っている。1999年の府議選で松井良夫と、2003年の府議選では自民党公認で初出馬の松井一郎と、民主党公認として争い当選、2期を務め八尾市長に鞍替えした。